# Eugène-Melchior Péligot
Eugène–Melchior Péligot (n. 24 februarie 1811, Paris, Primul Imperiu Francez – d. 15 aprilie 1890, Paris, Franța), cunoscut și ca Eugène Péligot, a fost un chimist francez care a izolat primul eșantion de uraniu metalic în 1841.
Péligot a demonstrat că pulberea neagră a lui Martin Heinrich Klaproth nu era un metal pur, ci dioxid de uraniu, UO2. A reușit ulterior să producă uraniu metalic pur prin reducerea tetraclorurii de uraniu (UCI4) cu potasiu metalic.

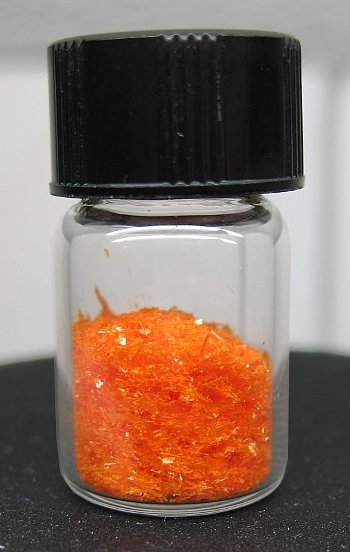
Clorocromatul de potasiu a fost descoperit de Péligot și este uneori menționat ca „sarea lui Péligot”.

Péligot a fost profesor de chimie analitică la Institutul Național Agronomic. A colaborat cu Jean-Baptiste Dumas, alături de care a descoperit radicalul metil, în timpul experimentelor cu metanol. Tot ei au preparat dimetil eterul gazos și diverși esteri. În 1838, au transformat cu succes camforul în p- cimen folosind pentoxid de fosfor. 
În 1844, Péligot a sintetizat acetatul de crom(II) care a fost recunoscut mult mai târziu (de către F. Albert Cotton în 1964) ca fiind primul compus chimic care conține o legătură cvadruplă.